# Paul-Henri Friquet
Pour les articles homonymes, voir Friquet.
 (octobre 2009).
Si vous disposez d'ouvrages ou d'articles de référence ou si vous connaissez des sites web de qualité traitant du thème abordé ici, merci de compléter l'article en donnant les références utiles à sa vérifiabilité et en les liant à la section « Notes et références ».
Paul Henri Friquet, né le 11 décembre 1933 à Nice, est un sculpteur français.

## Biographie
Paul-Henri Friquet est né le 11 décembre 1933 à Nice.
Il apprend la sculpture auprès de Guadanucci.
De 1954 à 1956, il suit les cours de dessins de la ville de Paris avec Henri-Georges Adam. Il est élève à l'école des Beaux Arts de Paris de 1957 à 1961, assistant et collaborateur du sculpteur Shamaï Haber pour des sculptures monumentales.
Il collabore et travaille avec Albert Feraud pour deux grands bas-reliefs en pierre (commande du 1 %[pas clair]).
Il fréquente à Montparnasse Jean Tinguely, César, Giacometti, Féraud, Dado.
Il travaille le marbre, le granit, la pierre, le plâtre et la terre.
Il reçoit en 1961 le prix de la Fondation de la Vocation.
En 1968 il reçoit le Prix Fénéon
En 2007-2009, il expose à la Galerie Capitale à Paris.
Il participe à la deuxième Biennale de sculpture d'Yerres en Essonne et, depuis les années 1960, il participe aux salons de Mai, Jeune sculpture, Forme Humaines et Réalités Nouvelles.
Il est membre du comité de direction du Salon des Réalités Nouvelles.
Il est installé à Montmartre.